# Thimon Cornelis van Heerdt tot Eversberg

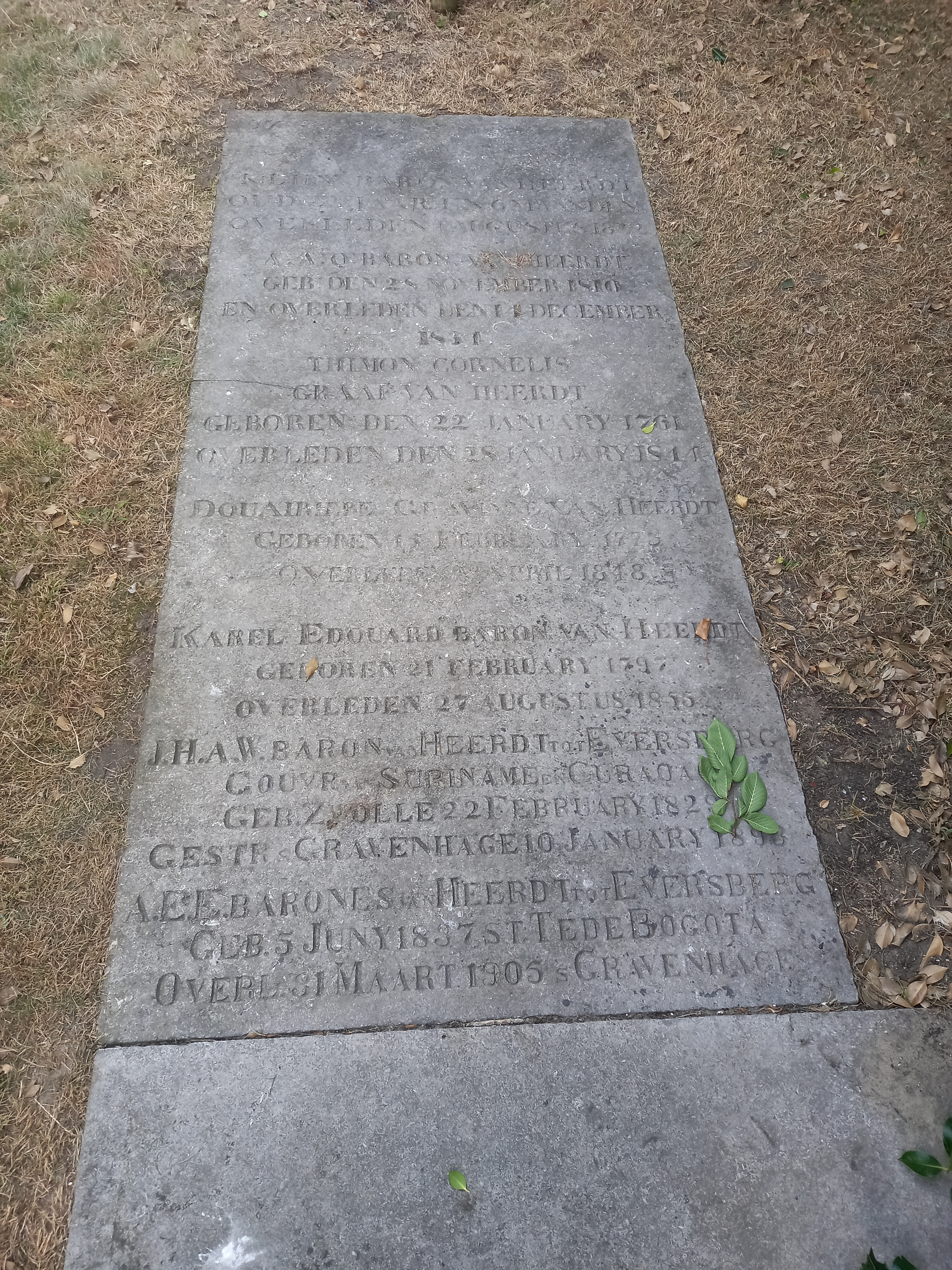
Het graf van Thimon Cornelis van Heerdt tot Eversberg in gezinsgraf op begraafplaats Ter Navolging (Scheveningen)

Thimon Cornelis graaf van Heerdt tot Eversberg (Kampen, 22 januari 1761 - 's-Gravenhage, 28 januari 1844) was een Nederlands politicus.
Van Heerdt tot Eversberg was een in Kampen geboren officier die ritmeester was in het garde-corps van de prins van Oranje, en die zowel vóór als na 1795 zitting had in de Staten-Generaal. Hij maakte in 1813 deel uit van de commissie die de Grondwet ontwierp en werd voor Overijssel lid van de Staten-Generaal der Verenigde Nederlanden (1814-1815) en vervolgens lid van de Tweede Kamer. In 1824 benoemde koning Willem I hem tot Eerste Kamerlid. Hij bekleedde ook diverse hoffuncties.
- Biografisch Portaal: 03424256
- Parlement.com: vg09lls0jpt9